# Сураж (Белорусија)
Сураж (блр. Сураж; рус. Сураж) насељено је место са административним статусом варошице (городской посёлок) на крајњем североистоку Републике Белорусије. Административно припада Витепском рејону Витепске области.
Према процени из 2010. у насељу је живело свега око 1.000 становника.

## Географија
Варошица је смештена на обалама реке Западне Двине, на месту где се у њу улива река Каспља, и средиште је простране Сурашке низије. Налази се на око 41 км северозападно од административног центра области, града Витепска. Кроз насеље пролази важан друмски правац од републичког значаја Р112 на релацији Витепск—Велиж (Русија).

## Историја
Иако је извесно постојање овог насеља почев од XI века, тачан датум настанка насеља није познат. Први детаљнији писани подаци о насељу потичу тек из 1563. када је у њему подигнуто утврђење, а познато је да је насеље исте године добило и Магдебуршко право и административни статус града. Познато је да је град 1570. имао иста права као и суседни Витепск. Иако је од оснивања био делом Литванске Кнежевине, град је током руско—пољских ратова 1654—1667. потпао под руску власт, али је по окончању ратова враћен Литванији.
У границама Руске Империје поново се нашао 1772, а убрзо потом је проглашен и за окружни центар.
Према подацима сверуског пописа становништва из 1897. у граду је живео 2.731 становник, а најбројнији су били Белоруси (1.406) и Јевреји (1.247), док је Руса било свега 57. Године 1924. постаје центром рејона (до укидања Сурашког рејона 1957), а од 1938. административно је уређен као варошица.

## Становништво
Према процени, у насељу је 2010. живело око 1.000 становника.
| 1897. | 1979. | 1989. | 1999. | 2009. | 2010.  |
| ----- | ----- | ----- | ----- | ----- | ------ |
| 2.731 | ---   | ---   | ---   | 1.100 | 1.000* |

Напомена: према процени националне статистичке службе Белорусије.